# Centella cochlearia
Centella cochlearia är en flockblommig växtart som först beskrevs av Karel Domin, och fick sitt nu gällande namn av Robert Stephen Adamson. Centella cochlearia ingår i släktet centellor, och familjen flockblommiga växter. Inga underarter finns listade i Catalogue of Life.